# 아에로플로트의 운항 노선
아에로플로트는 다음과 같은 노선을 운항하고 있으나 2022년, 러시아의 우크라이나 침공으로 인하여 대부분의 국제선 운항을 무기한 중단한 상태이다.

## 운항 노선

### 아시아

#### 동아시아
- 대한민국
  - 서울 - 인천국제공항 - (무기한 운항중단)[2]
- 일본
  - 도쿄 - 나리타 국제공항 - (무기한 운항중단)[2]
- 중화인민공화국
  - 베이징 - 베이징 수도 국제공항
  - 광저우 - 광저우 바이윈 국제공항
  - 상하이 - 상하이 푸둥 국제공항 - (무기한 운항중단)[2]
- 홍콩
  - 홍콩 - 홍콩 첵랍콕 국제공항 - (무기한 운항중단)[2]
- 몽골
  - 울란바토르 - 칭기즈 칸 국제공항 - (무기한 운항중단)[2]

#### 동남아시아
- 베트남
  - 하노이 - 노이바이 국제공항 - (무기한 운항중단)[2]
  - 호치민 시 - 떤선녓 국제공항 - (무기한 운항중단)[2]
- 인도네시아
  - 덴파사르 - 응우라라이 국제공항 계절편 - (무기한 운항중단)[2]
- 태국
  - 방콕 - 수완나품 국제공항
  - 푸켓 - 푸켓 국제공항

#### 남아시아
- 몰디브
  - 말레 - 말레 국제공항
- 스리랑카
  - 콜롬보 - 반다라나이케 국제공항
- 인도
  - 델리 - 인디라 간디 국제공항
  - 고아 - 고아 국제공항 계절편

#### 서남아시아
- 레바논
  - 베이루트 - 베이루트 라픽 국제공항 - (무기한 운항중단)[2]
- 아랍에미리트
  - 아부다비 - 아부다비 국제공항 - (2023년 10월 29일 재취항)[3]
  - 두바이 - 두바이 국제공항
  - 두바이 - 알막툼 국제공항 계절편 - (무기한 운항중단)[2]
- 이란
  - 테헤란 - 테헤란 이맘 호메이니 국제공항
- 이스라엘
  - 텔아비브 - 벤구리온 국제공항 - (무기한 운항중단)[2]

#### 중앙아시아
- 아르메니아
  - 예레반 - 츠바르트노츠 국제공항
- 아제르바이잔
  - 바쿠 - 헤이다르 알리예프 국제공항
- 우즈베키스탄
  - 사마르칸트 - 사마르칸트 국제공항 - (무기한 운항중단)[2]
  - 타슈켄트 - 타슈켄트 국제공항 - (무기한 운항중단)[2]
- 조지아
  - 트빌리시 - 트빌리시 국제공항 - (무기한 운항중단)[2]
- 카자흐스탄
  - 아스타나 - 누르술탄 나자르바예프 국제공항 - (무기한 운항중단)[2]
  - 사마르칸트 - 사마르칸트 국제공항 - (무기한 운항중단)[2]
  - 아티라우 - 아티라우 국제공항 - (무기한 운항중단)[2]
  - 악터우 - 악터우 국제공항 - (무기한 운항중단)[2]
  - 악토베 - 악토베 국제공항 - (무기한 운항중단)[2]
  - 알마티 - 알마티 국제공항 - (무기한 운항중단)[2]
  - 카라간듸 - 사리 아르카 국제공항 - (무기한 운항중단)[2]
  - 코스타나이 - 코스타나이 국제공항 - (무기한 운항중단)[2]
  - 키질로르다 - 키질로르다 국제공항 - (무기한 운항중단)[2]
- 키르기스스탄
  - 비슈케크 - 마나스 국제공항
  - 오시 - 오시 공항

### 아프리카

#### 동아프리카
- 모리셔스
  - 포트루이스 - 시우 사구르 람룰람경 국제공항 - (2023년 12월 23일 재취항)[4]
- 세이셸
  - 마헤 - 셰이셸 국제공항

#### 북아프리카
- 이집트
  - 카이로 - 카이로 국제공항
  - 샤름엘셰이크 - 샤름엘셰이크 국제공항
  - 후르가다 - 후르가다 국제공항

### 유럽

#### 서유럽
- 영국
  - 런던 - 런던 히드로 국제공항 - (무기한 운항중단)[2]
  - 런던 - 런던 개트윅 국제공항 - (무기한 운항중단)[2]
- 프랑스
  - 파리 - 파리 샤를 드 골 국제공항 - (무기한 운항중단)[2]
  - 니스 - 니스 코트다쥐르 국제공항 - (무기한 운항중단)[2]
  - 리옹 - 생텍쥐페리 국제공항 - (무기한 운항중단)[2]
  - 마르세유 - 마르세유 프로방스 공항 - (무기한 운항중단)[2]
- 독일
  - 베를린 - 베를린 브란덴부르크 공항 - (무기한 운항중단)[2]
  - 프랑크푸르트
    - 프랑크푸르트 국제공항 - (무기한 운항중단)[2]
    - 프랑크푸르트 한 공항 화물

  - 뒤셀도르프 - 뒤셀도르프 국제공항 - (무기한 운항중단)[2]
  - 뮌헨 - 뮌헨 국제공항 - (무기한 운항중단)[2]
  - 드레스덴 - 드레스덴 공항 - (무기한 운항중단)[2]
  - 슈투트가르트 - 슈투트가르트 공항 - (무기한 운항중단)[2]
  - 하노버 - 하노버 공항 - (무기한 운항중단)[2]
  - 함부르크 - 함부르크 공항 - (무기한 운항중단)[2]
- 아일랜드
  - 더블린 - 더블린 국제공항 - (무기한 운항중단)[2]
- 네덜란드
  - 암스테르담 - 암스테르담 스키폴 국제공항 - (무기한 운항중단)[2]
- 벨기에
  - 브뤼셀 - 브뤼셀 국제공항 - (무기한 운항중단)[2]

#### 중유럽
- 스위스
  - 제네바 - 제네바 국제공항 - (무기한 운항중단)[2]
  - 취리히 - 취리히 국제공항 - (무기한 운항중단)[2]
- 오스트리아
  - 빈 - 빈 국제공항 - (무기한 운항중단)[2]

#### 남유럽
- 그리스
  - 아테네 - 아테네 국제공항 - (무기한 운항중단)[2]
  - 테살로니키 - 테살로니키 국제공항 - (무기한 운항중단)[2]
  - 헤라클리온 - 헤라킬리온 국제공항 계절편 - (무기한 운항중단)[2]
- 몬테네그로
  - 티바트 - 티바트 국제공항 계절편 - (무기한 운항중단)[2]
- 스페인
  - 마드리드 - 마드리드 바라하스 국제공항 - (무기한 운항중단)[2]
  - 바르셀로나 - 바르셀로나 엘프라트 국제공항 - (무기한 운항중단)[2]
  - 말라가 - 말라가 공항 - (무기한 운항중단)[2]
  - 알리칸테 - 알리칸테 리체 공항 - (무기한 운항중단)[2]
  - 테네리페 - 테네리페 남부 공항 - (무기한 운항중단)[2]
  - 팔마데마요르카 - 팔마데마요르카 공항 - (무기한 운항중단)[2]
- 슬로베니아
  - 류블라냐 - 류블라냐 요제 푸치니크 공항 - (무기한 운항중단)[2]
- 이탈리아
  - 로마 - 레오나르도 다 빈치 국제공항 - (무기한 운항중단)[2]
  - 나폴리 - 나폴리 국제공항 - (무기한 운항중단)[2]
  - 밀라노 - 밀라노 말펜사 국제공항 - (무기한 운항중단)[2]
  - 베네치아 - 베니스 마르코 폴로 국제공항 - (무기한 운항중단)[2]
  - 베로나 - 베로나 빌라프란카 공항 - (무기한 운항중단)[2]
  - 볼로냐 - 볼로냐 굴리엘모 마르코니 공항 - (무기한 운항중단)[2]
- 키프로스
  - 라르나카 - 라르나카 국제공항 - (무기한 운항중단)[2]
- 튀르키예
  - 안탈리아 - 안탈리아 국제공항
  - 이스탄불 - 이스탄불 아르나부코이 국제공항
- 포르투갈
  - 리스본 - 리스본 포르텔라 국제공항 - (무기한 운항중단)[2]

#### 동유럽
- 라트비아
  - 리가 - 리가 국제공항 - (무기한 운항중단)[2]
- 러시아
  - 모스크바
    - 모스크바 - 도모데도보 국제공항
    - 모스크바 - 브누코보 국제공항
    - 모스크바 - 셰레메티예보 국제공항 허브

  - 상트페테르부르크
    - 상트페테르부르크 - 풀코보 국제공항

  - 스타브로폴 지방
    - 미네랄니예보디 - 미네랄니예보디 국제공항

  - 크라스노다르 지방
    - 아나파 - 비자티보 국제공항

  - 극동 연방관구
    - 블라디보스토크 - 블라디보스토크 국제공항 - (일부 노선은 오로라 항공에서 운항)
    - 유즈노사할린스크 - 유즈노사할린스크 공항 - (일부 노선은 오로라 항공에서 운항)
    - 페트로파블롭스크캄차츠키 - 페트로파블롭스크캄차츠키 공항 - (일부 노선은 오로라 항공에서 운항)
    - 하바롭스크 - 하바롭스크 공항 - (일부 노선은 오로라 항공에서 운항)

  - 남부 연방관구
    - 로스토프나도누 - 플라토프 국제공항 허브 (도나비아 항공 운영)
    - 볼고그라드 - 볼고그라드 국제공항
    - 소치 - 소치 국제공항
    - 아스트라한 - 아스트라한 공항
    - 크라스노다르 - 파즈코브스키 국제공항

  - 볼가 연방관구
    - 니즈니노브고로드 - 스팅고 국제공항

  - 북서 연방관구
    - 무르만스크 - 무르만스크 공항
    - 식팁카르 - 식팁카르 공항 - (노다비아 항공 운영)
    - 아르한겔스크 - 타라굴 공항
    - 칼리닌그라드 - 크라부로보 공항
    - 크라스노야르스크 - 예밀야노보 공항

  - 북캅카스 연방관구
    - 그로즈니 - 그로즈니 공항
    - 마하치칼라 - 유타시 공항
    - 블라디캅카스 - 베슬란 공항

  - 시베리아 연방관구
    - 겔렌직 - 겔렌직 공항
    - 노보시비르스크 - 톨마쵸보 국제공항
    - 바르나울 - 바르나울 공항
    - 야쿠츠크 - 야쿠츠크 국제공항
    - 옴스크 - 옴스크 중앙 국제공항
    - 이르쿠츠크 - 이르쿠츠크 공항
    - 케메로보 - 케메르보 국제공항

  - 우랄 연방관구
    - 예카테린부르크 - 콜초보 공항
    - 첼랴빈스크 - 첼랴빈스크 공항
    - 튜멘 - 로스치노 국제공항

  - 프리볼시스키 연방관구
    - 사마라 - 쿠루모치 국제공항
    - 오렌부르크 - 오렌부르크 공항
    - 우파 - 우파 국제공항
    - 울리야놉스크 - 바라타예프카 공항
    - 카잔 - 카잔 국제공항
    - 페름 - 비사비노 국제공항

  - 인구시 자치 공화국
    - 나즈란 - 마가스 공항

  - 카바르디노발카르 자치 공화국
    - 날치크 - 날치크 공항

  - 크림 자치 공화국
    - 심페로폴 - 심페로폴 국제공항[5]

  - 한티만시 자치구
    - 니즈네바르톱스크 - 니즈네바르톱스크 국제공항
    - 수르구트 - 수르구트 국제공항 - (노다비아 항공 운영)
- 루마니아
  - 부쿠레슈티 - 헨리 코안더 국제공항 - (무기한 운항중단)[2]
- 벨라루스
  - 민스크 - 민스크 국제공항
- 불가리아
  - 소피아 - 소피아 국제공항 - (무기한 운항중단)[2]
  - 부르가스 - 부르가스 공항 - (무기한 운항중단)[2]
- 세르비아
  - 베오그라드 - 베오그라드 니콜라 테슬라 국제공항
- 우크라이나
  - 키이 - 보리스필 국제공항 - (무기한 운항중단)[2]
  - 도네츠크 - 도네츠크 국제공항 - (무기한 운항중단)[2]
  - 드니프로페트로우스크 - 드니프로페트로우스크 국제공항 - (무기한 운항중단)[2]
  - 리비프 - 리비프 국제공항 - (무기한 운항중단)[2]
  - 오데사 - 오데사 국제공항 - (무기한 운항중단)[2]
  - 자포리자 - 자포리자 국제공항 - (무기한 운항중단)[2]
  - 하르키프 - 하르키프 국제공항 - (무기한 운항중단)[2]
- 체코
  - 프라하 - 프라하 바츨라프 하벨 국제공항 - (무기한 운항중단)[2]
- 크로아티아
  - 자그레브 - 자그레브 국제공항 - (무기한 운항중단)[2]
  - 스플리트 - 스플리트 공항 계절편 - (무기한 운항중단)[2]
- 폴란드
  - 바르샤바 - 바르샤바 프레드릭 쇼팽 국제공항 - (무기한 운항중단)[2]
- 헝가리
  - 부다페스트 - 부다페스트 페리 헤지 국제공항 - (무기한 운항중단)[2]

#### 북유럽
- 노르웨이
  - 오슬로 - 오슬로 가르데르모엔 국제공항 - (무기한 운항중단)[2]
- 덴마크
  - 코펜하겐 - 코펜하겐 카스트럽 국제공항 - (무기한 운항중단)[2]
- 스웨덴
  - 스톡홀름 - 스톡홀름 알란다 국제공항 - (무기한 운항중단)[2]
  - 예테보리 - 예테보리 란드베터 공항 - (무기한 운항중단)[2]
- 핀란드
  - 헬싱키 - 헬싱키 반타 국제공항 - (무기한 운항중단)[2]

### 아메리카

#### 북아메리카
- 미국
  - 워싱턴 D.C. - 워싱턴 덜레스 국제공항 - (무기한 운항중단)[2]
  - 뉴욕 - 존 F. 케네디 국제공항 - (무기한 운항중단)[2]
  - 로스앤젤레스 - 로스앤젤레스 국제공항 - (무기한 운항중단)[2]
  - 마이애미 - 마이애미 국제공항 - (무기한 운항중단)[2]

#### 카리브해
- 도미니카 공화국
  - 푼타카나 - 푼타카나 국제공항 - (무기한 운항중단)[2]
- 쿠바
  - 아바나 - 호세 마르티 국제공항

## 단항 노선

### 아시아

#### 동아시아
- 대한민국
  - 부산 - 김해국제공항
- 중화인민공화국
  - 선양 - 선양 타오셴 국제공항
  - 우루무치 - 우루무치 디워푸 국제공항
  - 하얼빈 - 하얼빈 타이핑 국제공항
- 홍콩
  - 홍콩 - 홍콩 카이탁 국제공항
- 일본
  - 나고야 - 주부 센토레아 국제공항
  - 오사카 - 간사이 국제공항
  - 니가타 - 니가타 공항
  - 도야마 - 도야마 공항
  - 아오모리 - 아오모리 공항
  - 하코다테 - 하코다테 공항
- 조선민주주의인민공화국
  - 평양 - 평양 순안 국제공항

#### 동남아시아
- 라오스
  - 비엔티안 - 왓따이 국제공항
- 말레이시아
  - 쿠알라룸푸르 - 쿠알라룸푸르 국제공항
- 미얀마
  - 양곤 - 양곤 국제공항
- 싱가포르
  - 싱가포르 - 싱가포르 창이 국제공항
- 인도네시아
  - 자카르타 - 수카르노 하타 국제공항
- 캄보디아
  - 프놈펜 - 프놈펜 국제공항
- 필리핀
  - 마닐라 - 니노이 아키노 국제공항

#### 남아시아
- 네팔
  - 카트만두 - 트리부반 국제공항
- 방글라데시
  - 다카 - 샤잘랄 국제공항
- 인도
  - 뭄바이 - 차트라파티 시바지 국제공항
  - 콜카타 - 네타지 수바스 찬드라 보스 국제공항

#### 서남아시아
- 바레인
  - 마나마 - 바레인 국제공항
- 사우디아라비아
  - 제다 - 킹 압둘아지즈 국제공항
- 아프가니스탄
  - 카불 - 카불 국제공항
- 시리아
  - 다마스쿠스 - 다마스쿠스 국제공항
  - 알레포 - 알레포 국제공항
- 아랍에미리트
  - 아부다비 - 아부다비 국제공항
  - 샤르자 - 샤르자 국제공항
- 예멘
  - 아덴 - 아덴 국제공항
  - 사나 - 사나 국제공항
- 요르단
  - 암만 - 퀸 알리아 국제공항
- 이라크
  - 바그다드 - 바그다드 국제공항
- 이스라엘
  - 에일라트 - 오브다 공항
- 쿠웨이트
  - 쿠웨이트 시티 - 쿠웨이트 국제공항
- 파키스탄
  - 카라치 - 진나 국제공항

#### 중앙아시아
- 우즈베키스탄
  - 페르가나 - 페르가나 공항
- 조지아
  - 바투미 - 바투미 국제공항
  - 수후미 - 수후미 공항
- 타지키스탄
  - 두샨베 - 두샨베 공항
  - 후잔드 - 후잔드 공항
- 투르크메니스탄
  - 아시가바트 - 아시가바트 공항

### 아프리카

#### 서아프리카
- 가나
  - 아크라 - 코토카 국제공항
- 기니
  - 코나크리 - 코나크리 국제공항
- 나이지리아
  - 라고스 - 무르탈라 모하메드 국제공항
- 말리
  - 바마코 - 바마코 세누 국제공항
- 베냉
  - 코토누 - 카제훈 공항
- 부룬디
  - 부줌부라 - 부줌부라 국제공항
- 부르키나파소
  - 와가두구 - 와가두구 공항
- 세네갈
  - 다카르 - 레오폴 세다르 상고르 국제공항
- 시에라리온
  - 프리타운 - 룽기 국제공항
- 카메룬
  - 두알라 - 두알라 국제공항
- 콩고 민주 공화국
  - 브라자빌 - 마야 마야 공항
- 토고
  - 로메 - 로메 토코인 공항

#### 동아프리카
- 르완다
  - 키갈리 - 키갈리 국제공항
- 마다가스카르
  - 안타나나리보 - 이타보 공항
- 에티오피아
  - 아디스아바바 - 볼레 국제공항
- 우간다
  - 엔테베 - 엔테베 국제공항
- 지부티
  - 지부티 시 - 지부티 암불리 국제공항

#### 남아프리카
- 남아프리카 공화국
  - 요하네스버그 - OR 탐보 국제공항
- 앙골라
  - 루안다 - 콰트루 데 페베레이루 공항
- 잠비아
  - 루사카 - 루사카 국제공항
- 짐바브웨
  - 하라레 - 하라레 국제공항
- 케냐
  - 나이로비 - 조모 케냐타 국제공항
- 탄자니아
  - 다르에스살람 - 줄리어스 니에레레 국제공항

#### 북아프리카
- 리비아
  - 트리폴리 - 트리폴리 국제공항
- 모로코
  - 카사블랑카 - 모하메드 V 국제공항
- 알제리
  - 알제 - 우아리 부메디엔 국제공항
- 이집트
  - 샤름엘셰이크 - 샤름엘셰이크 국제공항
  - 후르가다 - 후르가다 국제공항
- 카보베르데
  - 살섬 - 아밀카르 카브랄 국제공항
- 튀니지
  - 튀니스 - 튀니스 카르타고 국제공항
  - 모나스티르 - 모나스티르 하비브 부르기바 국제공항

### 유럽

#### 서유럽
- 독일
  - 베를린 - 베를린 쇠네펠트 공항
  - 라이프치히 - 라이프치히 할레 공항
  - 쾰른 - 쾰른 본 공항
- 아일랜드
  - 섀넌 - 섀넌 공항
- 룩셈부르크
  - 룩셈부르크 시티 - 룩셈부르크 핀델 국제공항

#### 중유럽
- 스위스
  - 바젤 - 유로 에어포트
- 오스트리아
  - 인스부르크 - 인스부르크 공항

#### 남유럽
- 북마케도니아
  - 스코페 - 스코페 공항
- 몰타
  - 몰타 - 몰타 국제공항
- 슬로바키아
  - 브라티슬라바 - 브라티슬라바 국제공항
  - 코시체 - 코시체 국제공항
- 키프로스
  - 파포스 - 파포스 국제공항
- 튀르키예
  - 앙카라 - 에센보아 국제공항
  - 이스탄불 - 이스탄불 아타튀르크 국제공항

#### 동유럽
- 러시아
  - 오렌부르크주
    - 오르스크 - 오르스크 공항

  - 이르쿠츠크주
    - 브라츠크 - 브라츠크 공항

  - 크라스노야르스크 지방
    - 이가르카 - 이가르카 공항

  - 극동 연방관구
    - 아나디리 - 우골니 공항

  - 남부 연방관구
    - 로스토프나도누 - 로스토프나도누 공항

  - 북서 연방관구
    - 페트로자보츠크 - 페트로자보츠크 공항

  - 시베리아 연방관구
    - 노릴스크 - 노릴스크 공항
    - 울란우데 - 울란우데 공항
    - 치타 - 치타 카달라 공항

  - 중앙 연방관구
    - 벨고로드 - 벨고로드 국제공항
    - 브랸스크 - 브랸스크 국제공항

  - 프리볼시스키 연방관구
    - 나베레즈니예첼니 - 나베레즈니예첼니 공항
    - 사라토프 - 사라토프 공항
    - 키로프 - 포베딜로보 공항

  - 네네츠 자치구
    - 나리얀마르 - 나리얀마르 공항

  - 야말로네네츠 자치구
    - 나딤 - 나딤 공항
    - 노야브리스크 - 노야브리스크 공항

  - 한티만시 자치구
    - 넵테유간스크 - 넵테유간스크 공항
    - 우라이 - 우라이 공항

  - 사하 자치 공화국
    - 네륜그리 - 네륜그리 공항
    - 미르니 - 미르니 공항
    - 틱시 - 틱시 공항
- 리투아니아
  - 카우나스 - 카우나스 공항
- 불가리아
  - 바르나 - 바르나 공항
- 우크라이나
  - 키이우 - 보리스필 국제공항
  - 도네츠크 - 도네츠크 국제공항 - 무기한 운항중단
  - 드니프로 - 드니프로 국제공항
  - 리비프 - 리비프 국제공항
  - 오데사 - 오데사 국제공항
  - 자포리자 - 자포리자 국제공항
  - 하르키프 - 하르키프 국제공항
- 체코
  - 카를로비바리 - 카를로비바리 공항
- 크로아티아
  - 두브로브니크 - 두브로브니크 공항
- 폴란드
  - 크라우프 - 크라우프 발리체 국제공항

#### 북유럽
- 노르웨이
  - 오슬로 - 오슬로 포르네부 공항
  - 시르케네스 - 시르케네스 공항
  - 트롬쇠 - 트롬쇠 공항
- 스웨덴
  - 룰레오 - 룰레오 공항
- 핀란드
  - 로바니에미 - 로바니에미 공항

### 아메리카

#### 북아메리카
- 미국
  - 샌프란시스코 - 샌프란시스코 국제공항
  - 시애틀 - 시애틀 타코마 국제공항
  - 시카고 - 시카고 오헤어 국제공항
  - 앵커리지 - 테드 스티븐스 앵커리지 국제공항
- 캐나다
  - 몬트리올 - 몬트리올 피에르 엘리오트 트뤼도 국제공항
  - 토론토 - 토론토 피어슨 국제공항
- 멕시코
  - 멕시코시티 - 멕시코시티 국제공항
  - 캉쿤 - 캉쿤 국제공항

#### 중앙아메리카
- 니카라과
  - 마나과 - 아우구스토 C. 산디노 국제공항

#### 남아메리카
- 브라질
  - 리우데자네이루 - 리우데자네이루 갈레앙 국제공항
  - 상파울루 - 상파울루 구아룰류스 국제공항
- 아르헨티나
  - 부에노스아이레스 - 미니스토로 피스타리니 국제공항
- 우루과이
  - 몬테비데오 - 카라스코 국제공항
- 칠레
  - 산티아고 - 코모도로 아르투로 메리노 베니테스 국제공항
- 페루
  - 리마 - 호르헤 차베스 국제공항

#### 카리브해
- 도미니카 공화국
  - 푼타카나 - 푼타카나 국제공항
- 자메이카
  - 킹스턴 - 킹스턴 국제공항

### 오세아니아
- 오스트레일리아
  - 시드니 - 시드니 킹스포드 스미스 국제공항